# Сан-Жозе-ду-Риу-Прету
Сан-Жозе-ду-Риу-Прету (порт. São José do Rio Preto) — муниципалитет в Бразилии, входит в штат Сан-Паулу. Составная часть мезорегиона Сан-Жозе-ду-Риу-Прету. Входит в экономико-статистический микрорегион Сан-Жозе-ду-Риу-Прету. Население составляет 480.439 человек на 2022 год. Занимает площадь 434,10 км². Плотность населения — 927,8 чел./км².
Праздник города — 19 марта.

## История
Город основан в 1852 году.

## Статистика
- Валовой внутренний продукт на 2005 составляет 5.231.745 mil реалов (данные: Бразильский институт географии и статистики).
- Валовой внутренний продукт на душу населения на 2005 составляет 12.860,00 реалов (данные: Бразильский институт географии и статистики).
- Индекс развития человеческого потенциала на 2000 составляет 0,834 (данные: Программа развития ООН).

## География
Климат местности: горный тропический. В соответствии с классификацией Кёппена, климат относится к категории Aw.